# Maria Teresa d'Àustria-Este (reina de Sardenya)
Maria Teresa d'Àustria-Este (Milà, Ducat de Milà 1773 - Gènova, Regne de Sardenya-Piemont 1832) fou una arxiduquessa d'Àustria i princesa d'Hongria, de Bohèmia i de Mòdena així com reina consort de Sardenya.

## Orígens familiars
Va néixer a la ciutat de Milà el dia 1 de novembre de 1773 essent filla de l'arxiduc Ferran d'Àustria-Este i Maria Beatriu d'Este. Fou neta per via paterna de l'emperador Francesc I del Sacre Imperi Romanogermànic i de l'arquiduquessa Maria Teresa I d'Àustria, i per via materna del duc Hèrcules III d'Este i Maria Teresa Cybo-Malaspina.

## Núpcies i descendents
El dia 25 d'abril de 1789 es va casar a Torí amb el futur rei Víctor Manuel I de Sardenya, fill de Víctor Amadeu III de Sardenya i de la infanta Maria Antònia d'Espanya. Víctor Manuel era germà del rei Carles Manuel IV de Sardenya i del rei Carles Fèlix I de Sardenya. Van tenir sis fills:
- Maria Beatriu, (1792-1840). Es casà a Càller el 1812 amb el duc Francesc IV de Mòdena.
- Maria Adelaida(1794-1802).
- Carles Manuel de Savoia, (1796-1799).
- Maria Teresa (1803-1879). Es casà el 1820 a Lucca amb el duc Carles II de Parma.
- Maria Anna (1803-1884), es casà amb l'emperador Ferran I d'Àustria el 1831.
- Maria Cristina, (1812-1836). Es casà el 1832 amb el rei Ferran II de les Dues Sicílies.

## Reina consort
Quan Carles Manuel IV de Sardenya, va abdicar el 1802, Maria Teresa va esdevenir reina consort del Regne de Sardenya-Piemont, però va haver de fugir juntament amb el seu marit dels territoris penínsulars davant l'ocupació napoleònica del nord de la península Itàlica durant la Primera República Francesa.
L'any 1814 els territoris foren restablerts al seu marit Víctor Manuel I i va tornar a Torí el 1816 per alguns dies, durant els quals es va celebrar una gran festa. Com tants altres reis absoluts reinstal·lats després del Congrés de Viena, ni ella ni son espòs van comprendre que els temps havien canviat i van voler restaurar l'absolutisme d'abans la Revolució Francesa. Va reinstaurar els monestirs i el delme, la inquisició, la censura i la tortura i així sembrar les llavors de la revolució popular de 1820-1821.
Amb l'esclat d'una revolució liberal, el 12 de març va proposar que Victor Manual la nomina regent per proclamar una nova constitució. El 13 de març de 1821 el rei va abdicar i nomina Carles Albert I de Sardenya com a regent. En el document de l'abdicació, no parla pas de son germà petit Carles Fèlix I de Sardenya.
Maria Teresa morí el 29 de març de 1832 a la ciutat de Gènova, i va ser enterrada a la cripta de la Basílica de Superga als afores de Torí.